# Thorsten Nagelschmidt

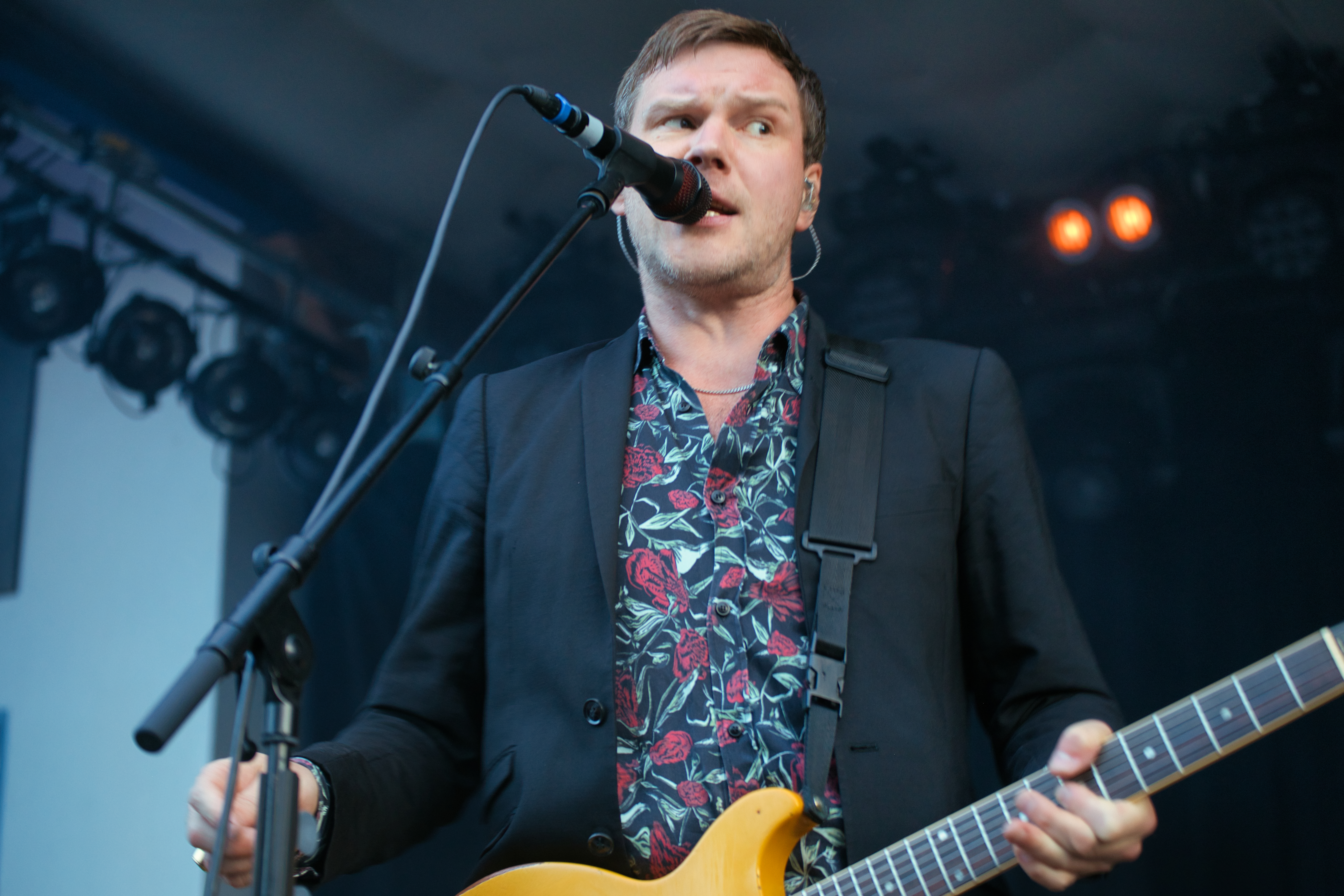
Thorsten Nagelschmidt auf dem Orange Blossom Special Festival (2024)

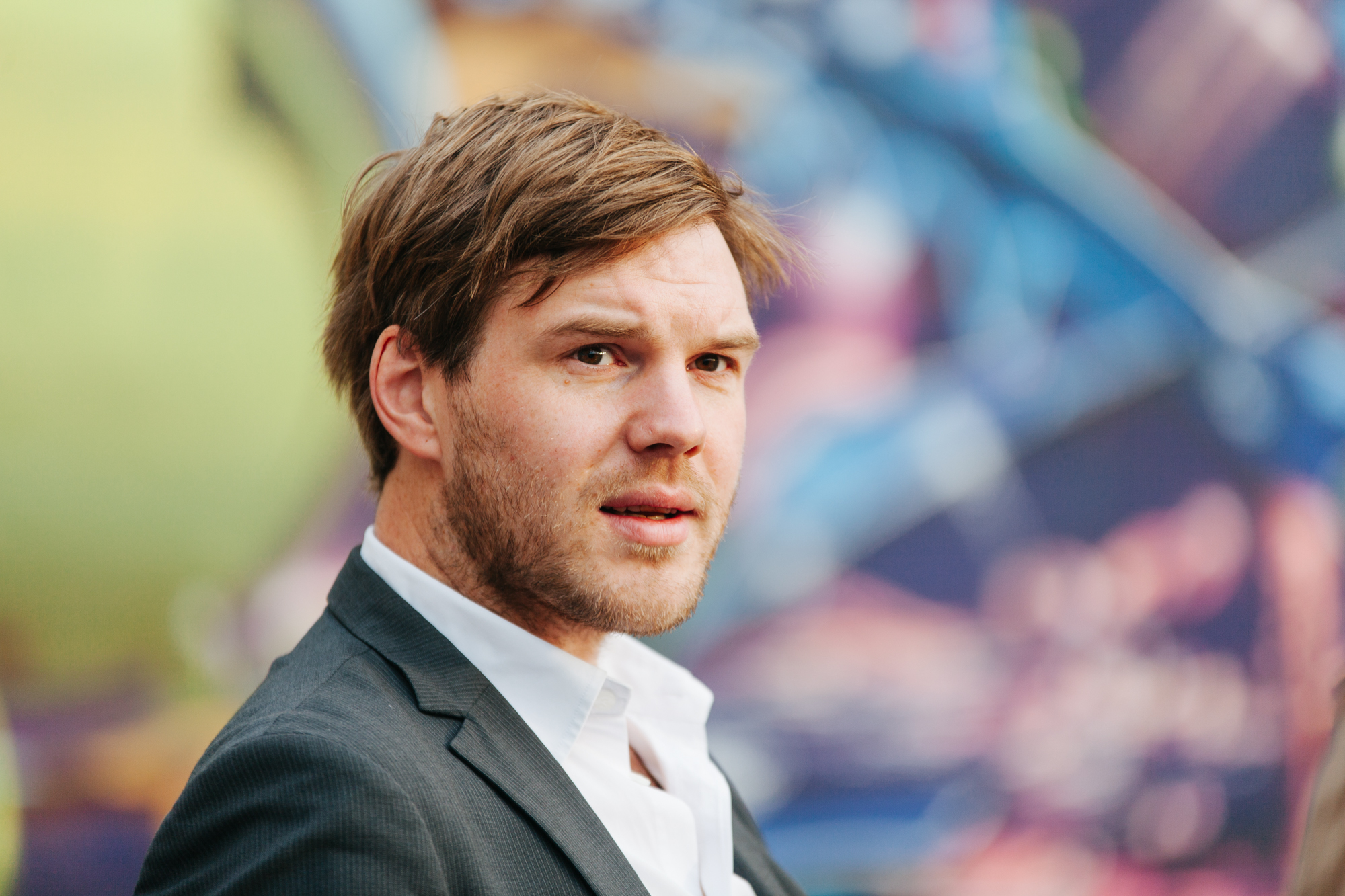
Thorsten Nagelschmidt (2015)

Thorsten Nagelschmidt (* 5. Juni 1976 in Rheine), auch unter dem Kurznamen Nagel bekannt, ist Sänger, Gitarrist und Texter der Punk-/Alternative-Rock-Band Muff Potter. Daneben ist er Buchautor, Grafiker und betrieb bis 2006 ein Soloprojekt unter der Bezeichnung Freunde der Nacht/Ruhe.

## Leben
Nagelschmidt erhielt während seiner Schulzeit Gitarrenunterricht, allerdings brach er diesen kurz nach Beginn wieder ab. Anfang der 1990er Jahre begann er dann als Bassist bei der Schülerband Sexton and the Frusties aus Rheine mit dem Musizieren. Er absolvierte sein Abitur am Kopernikus-Gymnasium. 1993 gehörte er zu den Gründungsmitgliedern von Muff Potter, deren Sänger, wichtigster Texter und Gitarrist er ist.
Bis zum einsetzenden kommerziellen Erfolg von Muff Potter bestritt Nagelschmidt seinen Lebensunterhalt mit Gelegenheitsjobs. Daneben war er ab Anfang der 1990er Jahre bis 2002 der Herausgeber des Punk-Fanzines Wasted Paper, da das Schreiben von Texten, das Arbeiten mit Sprache seine Passion darstellt. Seit 2005 betreibt Nagelschmidt ein Soloprojekt unter der Bezeichnung Freunde der Nacht/Ruhe, bei dessen Auftritten er Akustikversionen von Muff-Potter-Songs sowie eigens dafür geschaffene Lieder und Texte aufführt. Diese Texte waren auch die Basis für seinen 2007 erschienenen Roman Wo die wilden Maden graben, in dem er, stark autobiographisch geprägt, das Leben eines Sängers einer Punk-Band beschreibt. Mit diesem Roman ging er 2007 auf Lesereise, im Frühjahr unter anderem zusammen mit dem Tourbiographen der Band Tomte, Hilmar Bender, und Ende 2007 zusammen mit Hilmar Bender und Thees Uhlmann unter dem Titel Nagel mit Köpfen. 2009 erschien das Hörbuch zu Wo die wilden Maden graben, auf dem Axel Prahl und Farin Urlaub als Gastsprecher zu hören sind.
2010 erschien Nagelschmidts zweiter Roman Was kostet die Welt. Im November 2011 waren in einer Berliner Galerie erstmals Linoldrucke von ihm ausgestellt.
2012 gründete Nagelschmidt eine Band mit seinem Namen. Es folgten Konzerte.
2018 veröffentlichte er den autobiographischen Roman Der Abfall der Herzen über das letzte Jahr, das er in Rheine verbrachte, schwerpunktmäßig den Sommer 1999. Die Rahmenhandlung bildet der Fund seiner alten Tagebücher und die Reise zu seinen alten Freunden. Das Hörbuch hierzu hat er selbst eingesprochen.
Der 2020 erschienene Roman Arbeit entfaltet ein vielstimmiges Großstadtpanorama, indem er von Menschen erzählt, die im Schatten des nächtlichen Berliner Partybetriebs hart arbeiten. 2024 wählte der rbb Arbeit für seine Literaturaktion „Berlin liest ein Buch“ aus. Nagelschmidt las aus diesem Anlass im Mai und Juni in Stadtteilbibliotheken der zwölf Berliner Bezirke je ein bis zwei Kapitel aus Arbeit vor, sodass bei der letzten Lesung auch das Buch endete.
Im September 2024 erschien Nagelschmidts Roman Soledad.
Am 4. Mai 2025 kündigte er die Veröffentlichung seines nächstens Romans Nur für Mitglieder am 8. September 2025 im März-Verlag an.

## Auszeichnungen
- 2021: Alfred-Döblin-Stipendium

## Werke
- Nagel: Wo die wilden Maden graben. Ventil, Mainz 2007, ISBN 978-3-931555-80-1.
- Nagel: Wo die wilden Maden graben (Hörbuch). Patmos, Düsseldorf 2009, ISBN 978-3-491-91308-0.
- Nagel: Was kostet die Welt. Heyne, München 2010, ISBN 978-3-453-26687-2.
- Nagel: Drive-By Shots. Ventil, Mainz 2015, ISBN 978-3-95575-038-1.
- Thorsten Nagelschmidt: Der Abfall der Herzen. S. Fischer, Frankfurt am Main 2018, ISBN 978-3-10-490628-7.
- Thorsten Nagelschmidt: Arbeit. S. Fischer, Frankfurt am Main 2020, ISBN 978-3-10-397411-9.
- Thorsten Nagelschmidt: Soledad. S. Fischer, Frankfurt am Main 2024, ISBN 978-3-10-397108-8.
- Thorsten Nagelschmidt: Nur für Mitglieder. März, Berlin 2025, ISBN 978-3-75-500057-0.

## Diskografie
Für die Veröffentlichungen Nagelschmidts mit Muff Potter siehe Muff Potter#Diskografie.

### Als Nagel
- 2011: Was kostet die Welt (Vinyl, Audiolith)